# Anchovia
Anchovia – rodzaj ryb promieniopłetwych z podrodziny Engraulinae w obrębie rodziny sardelowatych (Engraulidae).

## Rozmieszczenie geograficzne
Do rodzaju należą gatunki występujące w wodach zachodniego i zachodnio-środkowego Oceanu Atlantyckiego, wschodniego Oceanu Spokojnego oraz słodkich wodach Ameryki Południowej.

## Morfologia
Długość ciała do 30 cm; masa ciała (największa opublikowana) 57,4 g.

## Systematyka
Rodzaj zdefiniowała w 1895 roku para amerykańskich ichtiologów David Starr Jordan i Barton Warren Evermann w artykule zatytułowanym „Ryby Sinaloi”, opublikowanym w czasopiśmie Proceedings of the California Academy of Sciences. Gatunkiem typowym jest (oznaczenie monotypowe) A. macrolepidota.

### Etymologia
Anchovia: hiszp. anchova ‘sardela’.

### Podział systematyczny
Do rodzaju należą następujące gatunki:
- Anchovia clupeoides (Swainson, 1839) – anszowia karaibska[5]
- Anchovia landivarensis Greenfield & Greenfield, 1975
- Anchovia macrolepidota (Kner, 1863)
- Anchovia surinamensis (Bleeker, 1865)